# 니콜라스 어빙
니컬러스 어빙(Nicholas Irving, 1986년 11월 28일 ~ )은 미국의 작가이자 전직 군인이다. 그는 미국 육군 제3레인저대대의 특수작전 저격수였다.

## 초기 생활
니컬러스 어빙은 1986년 11월 28일 독일 아우크스부르크에서 태어났다. 그의 부모님은 모두 사병이었다.

## 경력

### 군 복무
어빙은 원래 네이비 실에 합류할 계획이었으나, 색맹 검사에 불합격했다. 대신 그는 미국 육군 레인저에 입대하여 이라크와 아프가니스탄에서 복무했다. 그는 SR-25 소총을 지급받았고, 이를 "더티 다이애나(Dirty Diana)"라고 불렀다. 이 소총으로 그는 33명의 확인된 살상 기록을 세웠다.

### 엔터테인먼트
육군 제대 후, 어빙은 엔터테인먼트 경력을 추구했다.
2016년, 어빙은 존 시나와 함께 리얼리티 쇼 아메리칸 그리트의 코치로 활동한 네 명의 군 지도자 중 한 명이었다.
2017년 8월부터 어빙은 인기 총기 유튜브 채널인 데몰리션 랜치(Demolition Ranch)에 자주 출연하기 시작했다. 그는 렁커스TV(LunkersTV), 인사이더(Insider), 블라드TV(VladTV)와 같은 다른 유튜브 채널에도 출연했다.
그는 또한 더그 라이먼의 2017년 저격 영화 《더 월》의 현장 고문으로도 활동했다.

### 작가 활동
2015년, 그는 게리 브로젝(Gary Brozek)과 함께 《더 리퍼: 가장 치명적인 특수 작전 저격수 중 한 명의 자서전》(The Reaper: Autobiography of One of the Deadliest Special Ops Snipers)을 쓰고 출판했는데, 이는 테러와의 전쟁 중 그의 군 경력에 대한 뉴욕 타임스 베스트셀러가 되었다. 2015년 2월 2일, 와인스틴 컴퍼니는 이 자서전을 미니시리즈로 제작하기 위한 TV 판권을 획득했다. 2015년 3월 5일, NBC는 와인스틴 컴퍼니로부터 이 미니시리즈를 인수했다.
2017년 말, 어빙은 팟캐스트에서 미니시리즈 제작이 취소되었으나, 책을 기반으로 한 영화는 사전 제작 중이라고 밝혔다.

## 개인 생활
어빙은 2007년에 제시카 어빙(Jessica Irving)과 결혼했다.

## 저작 목록
논픽션
- Basic & Intermediate Combat Survival (2011)[17] ISBN 1461032954
- Team Reaper: 3rd Ranger Battalion's Deadliest Sniper Team (2012)[18] ISBN 9781470022839
- Precision Rifle B.I.B.L.E: (Ballistics In Battlefield Learned Environments) (2012)[19]ISBN 9781479256297
- The Reaper: Autobiography of One of the Deadliest Special Ops Snipers (2015, 게리 브로젝 공저)[12][13] ISBN 9781250080608
- Way of the Reaper: My Greatest Untold Missions and the Art of Being a Sniper (2016, 게리 브로젝 공저)[20] ISBN 9781250088352
- Never Fear Anything: My Untold Story As A Sniper In Our Nations Longest War (2018, 로버트 터클라 공저)[21] ISBN 9780999769706

소설
- Reaper: Ghost Target (2018, A.J. 타타 공저)[22] ISBN 9781250127341
- Reaper: Threat Zero (2019, A.J. 타타 공저)[23] ISBN 9781250127365
- Reaper: Drone Strike (2020, A.J. 타타 공저)[24] ISBN 9781250240743
- Walker Drive (2021)[25] ISBN 9781736787229

## 같이 보기
- 아메리칸 스나이퍼
- 저격수 목록
- 최장 거리 저격 기록